# ترومان هاندي نيوبيري
ترومان هاندي نيوبيري (بالإنجليزية: Truman Handy Newberry) (و. 1864 – 1945 م) هو سياسي من الولايات المتحدة الأمريكية ولد في ديترويت، ميشيغان.
تولى منصب عضو مجلس الشيوخ الأمريكي .وهو عضو في الحزب الجمهوري .